# Poison City
Poison City (jap. 有害都市 Yūgai toshi) – manga autorstwa Tetsuyi Tsutsuia, publikowana między kwietniem a październikiem 2014 w magazynie „Jump Kai” wydawnictwa Shūeisha. Następnie została przeniesiona do czasopisma „Tonari no Young Jump”, gdzie ukazywała się do października 2015. W Polsce seria została wydana przez Studio JG.

## Fabuła
Na rok przed Igrzyskami Olimpijskimi w Tokio, nastolatek popełnia morderstwo, które jest podobne do sceny z jednej z mang. Rząd postanawia powołać komisję, która ma nadzorować i cenzurować brutalne treści w sztuce, takie jak gry wideo i literatura, które mogłyby zostać uznane za szkodliwe dla młodych ludzi. W samym czasie Mikio Hibino, młody mangaka, postanawia opublikować realistyczne i niepokojące dzieło z gatunku horroru.

## Publikacja serii
Manga ta jest drugą współpracą między Tetsuyą Tsutsuiem a francuskim wydawnictwem Ki-oon. Pierwszy rozdział ukazał się 10 kwietnia 2014 w magazynie „Jump Kai”. Po zaprzestaniu jego publikacji w październiku 2014, manga została przeniesiona do magazynu internetowego „Tonari no Young Jump”, gdzie ukazywała się do 9 października 2015. Seria została zebrana w dwóch tankōbonach, opublikowanych między 17 kwietnia a 18 grudnia 2015 nakładem wydawnictwa Shūeisha.
W Polsce prawa do dystrybucji mangi nabyło Studio JG.
| Nr | Język japoński   | Język japoński         | Język polski     | Język polski           |
| Nr | Data wydania     | ISBN                   | Data wydania     | ISBN                   |
| -- | ---------------- | ---------------------- | ---------------- | ---------------------- |
| 1  | 17 kwietnia 2015 | ISBN 978-4-08-890046-9 | 21 września 2017 | ISBN 978-83-8001-237-0 |
| 2  | 18 grudnia 2015  | ISBN 978-4-08-890253-1 | 20 lutego 2018   | ISBN 978-83-8001-275-2 |

## Odbiór
W 2015 roku manga zdobyła nagrodę Prix Asie ACBD.